# Église Saint-Hermeland de Saint-Herblain
L’église Saint-Hermeland est un lieu de culte catholique situé sur la commune de Saint-Herblain, dans le département français de la Loire-Atlantique.

## Présentation
Datant du XVe siècle, elle est l'une rares églises de styles gothique de l'agglomération nantaise. Elle est vouée à Hermeland d'Indre, prélat franc fondateur du monastère d'Indre et évangélisateur du pays nantais, vivant entre les VIIe et VIIIe siècles puis canonisé et devenu un saint local. L'église est modifiée à la fin du XIXe siècle et inscrite au titre des monuments historiques par arrêté du 21 décembre 1925.
Elle est une des deux églises de la paroisse Saint-Hermeland, fondée en 2003, sise dans l'ensemble paroissial Bienheureux Jean XXIII – Saint Hermeland, dans la zone pastorale Nantes-Ouest du diocèse de Nantes (province ecclésiastique de Rennes). Le Père Célestin Ringeard, l'un des sept moines de Tibhirine, y est vicaire en 1962.

### Description
A l'origine, l'église est conçue sur un plan en croix latine asymétrique. Son chevet plat est typique de l'influence de l'architecture anglaise, très courante en Bretagne . Le clocher en charpente recouverte d'ardoise avec sa flèche à huit pans repose sur les piliers du transept nord. A l'extérieur, sur la face méridionale, une croix en granit et tuffeau est élevée dès le XVe siècle à l'emplacement d'un ancien cimetière. De style gothique, l'édifice est remanié et des éléments sont  ajoutés aux XVIIIe et XIXe siècles, avec notamment l'agrandissement de la nef, la reconstruction du collatéral, la réalisation du chœur et des sacristies.
La voûte en berceau polychrome en bois de chêne date du XVe siècle ; sa décoration à base de têtes de dragons lui donne un aspect fantastique. Le confessionnal, le maître-autel, l'autel de la Vierge en bois et la statue de saint Hermeland sont du XIXe siècle. La niche où est encastrée la statue d'Hermeland contient des reliques du saint. Les vitraux de couleurs bleues, détruits lors du bombardement du 16 septembre 1943, sont reconstitués sur la base de fragments à partir de 1987. Ils relatent des épisodes de la vie de Saint Hermeland.

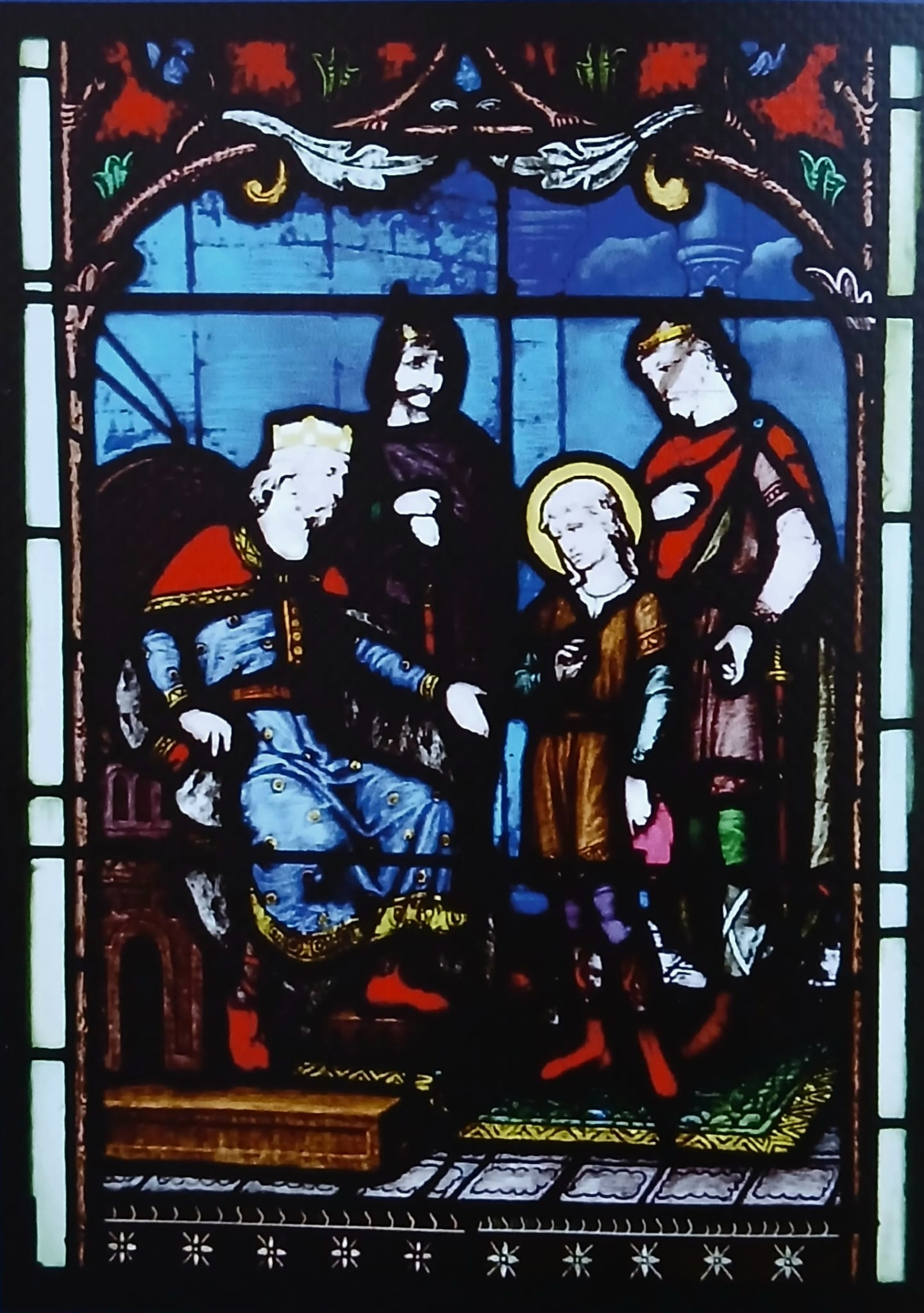
Vitrail représentant la présentation d'Hermeland à la cour du roi de Neustrie.

De nos jour, l'église est longue de 87 mètres et large de 14 mètres à son maximum. Ses murs s'élèvent à plus de 8 mètres. Elle est composée d'un vaisseau central et de deux collatéraux, un transept, un chœur et deux sacristies. En dépit de quelques travaux réalisés au cours du XXe siècle, son aspect dans ses dimensions et son ornementation est proche de celui du XIXe siècle.
Maître-autel
Composé de marbre et de pierre dans un style néogothique, l'autel est réalisé en 1889-1890 par Thomas Vallet, sculpteur local. Sur le bas-relief, des anneaux sculptés relatent des moments de la vie de Jésus-Christ : au centre, la Cène, à droite, le baptême du Christ et à gauche, les quatre évangélistes : Jean, Marc, Matthieu et Luc.

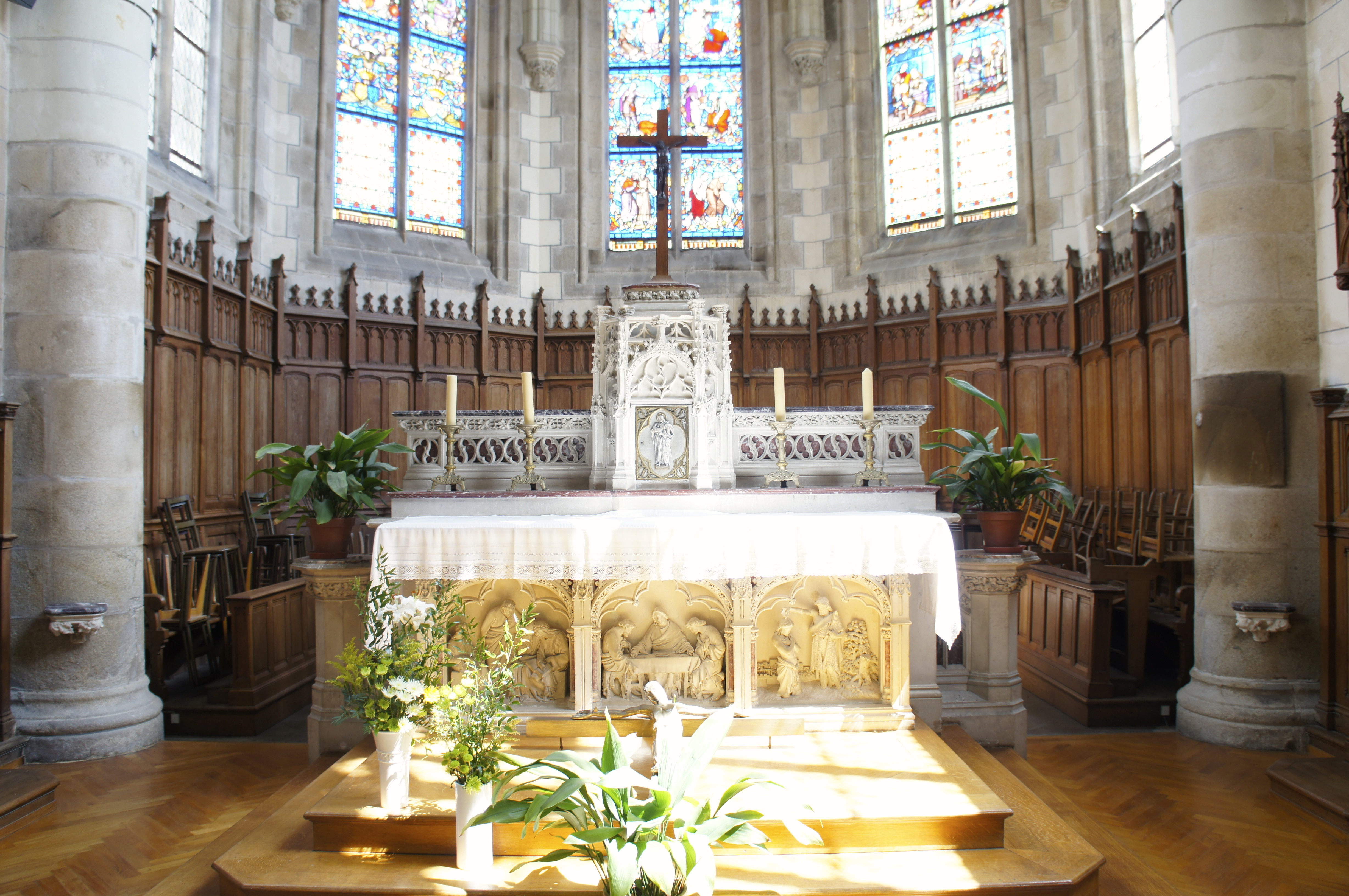
Le maître-autel.

Confessionnal
Le confessionnal est en bois taillé et sculpté, probablement en chêne. Son achat est financé par le conseil de fabrique en 1816. De style néoclassique, il est composé dans sa partie centrale d'un fronton triangulaire, soutenu par deux colonnes simples. Sa porte est ajourée par des motifs cannelés. Ses parties latérales sont traitées en plein cintre et lui confèrent équilibre et originalité dans une forme épurée.

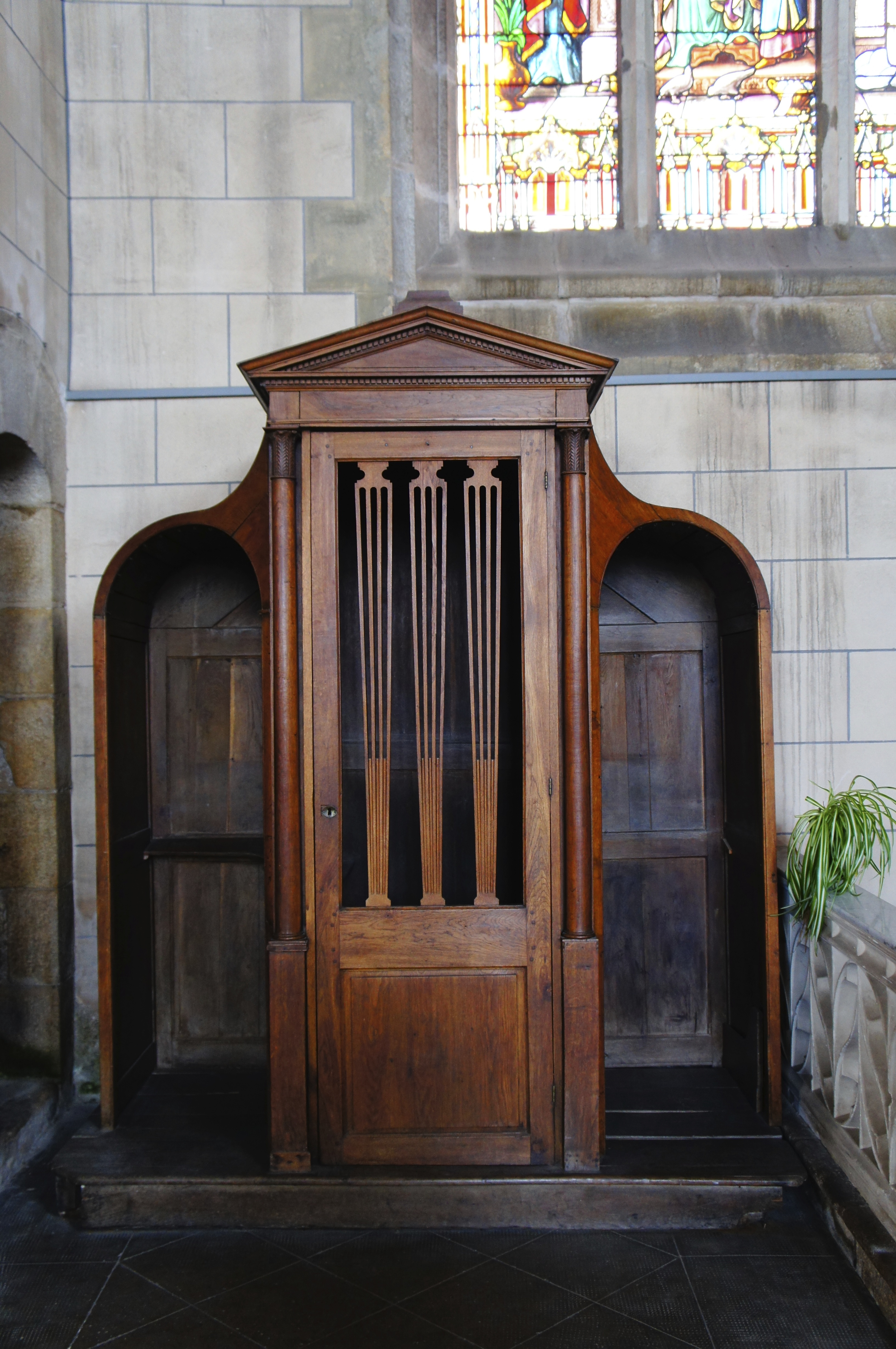
Le confessionnal.

Catherine d'Alexandrie et Hermeland d'Indre
Des statues représentant les deux saints sont réalisées en bois sculpté et peint imitant la pierre. Datant de 1831, elles sont exécutées dans un style néoclassique. Elles remplacent des statues plus anciennes datant du XVIIIe siècle au moins. Catherine d'Alexandrie est reconnaissable à son attribut, la roue, signe de son supplice. Elle aurait été la sainte patronne de la paroisse avant saint Hermeland.

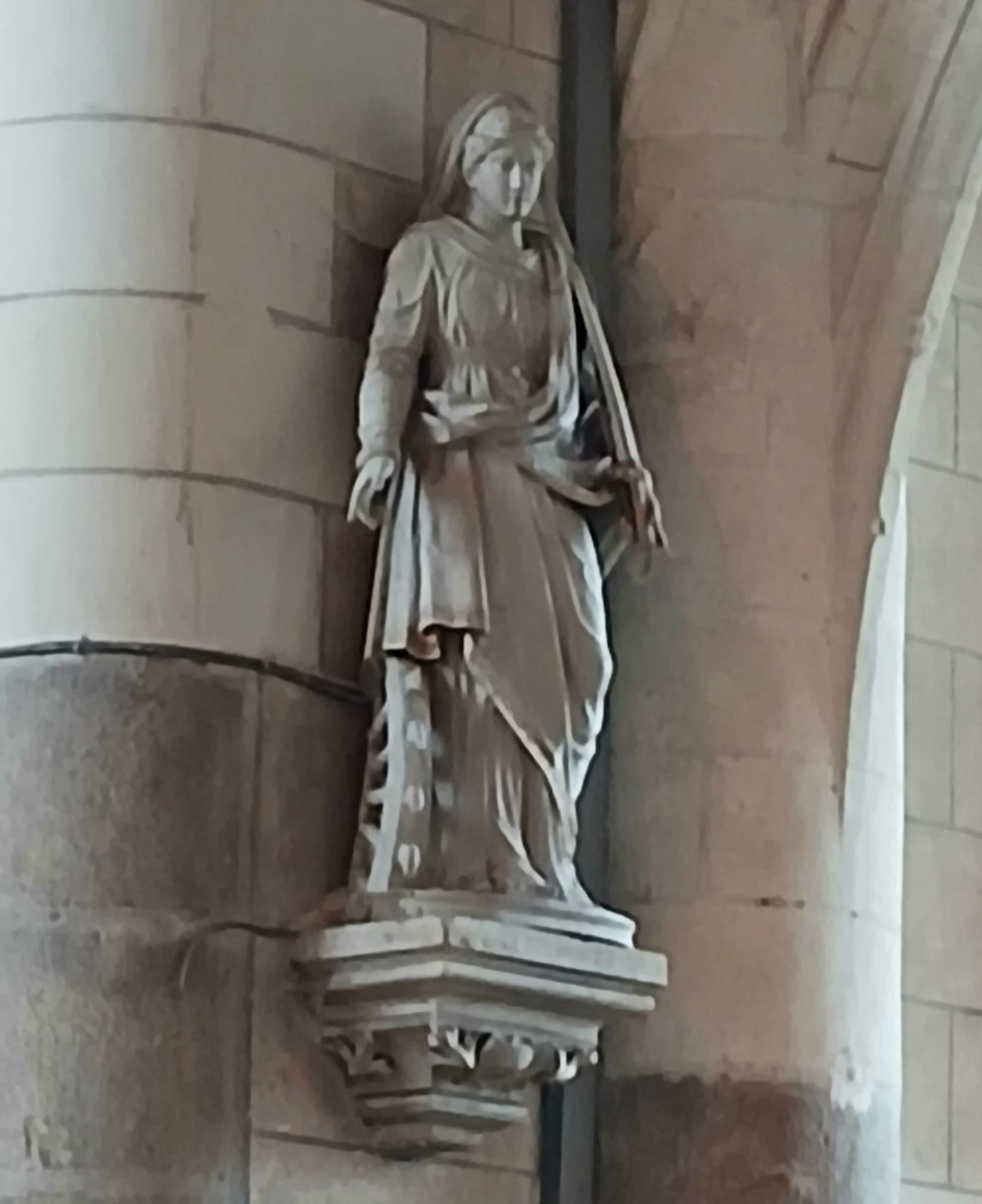
Statue de Catherine d'Alexandrie
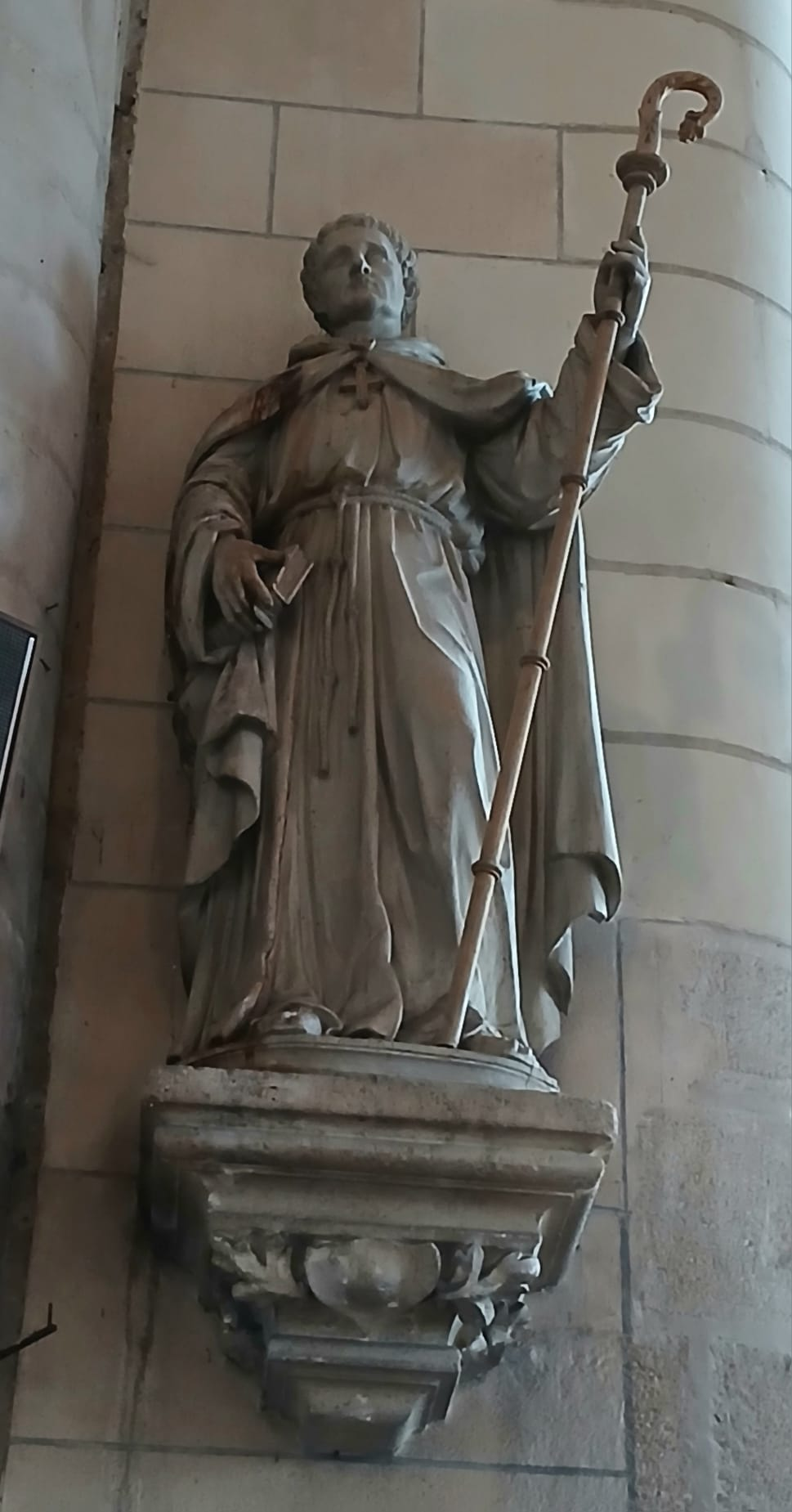
Statue d'Hermeland d'Indre

Voûtes
L'église dispose de voûtes en bois, appelées « couvrement ». Cet espace lambrissé accueille des peintures de couleur azur et des ornements rouges et or. Ce décor est redoublé par des éléments de charpente apparents, peints et sculptés. On remarque notamment des engoulants, têtes de dragon sculptées à chaque extrémité des entraits. L'édifice est en partie dédié à la Vierge Marie. Le couvrement du vaisseau central de la nef est peint de litanies mariales. Dans les vaisseaux latéraux, les couvrements imitent, à la fois par l'ajout de moulures en bois et de peintures, la présence de croisées.
Autel retable de Sainte-Anne

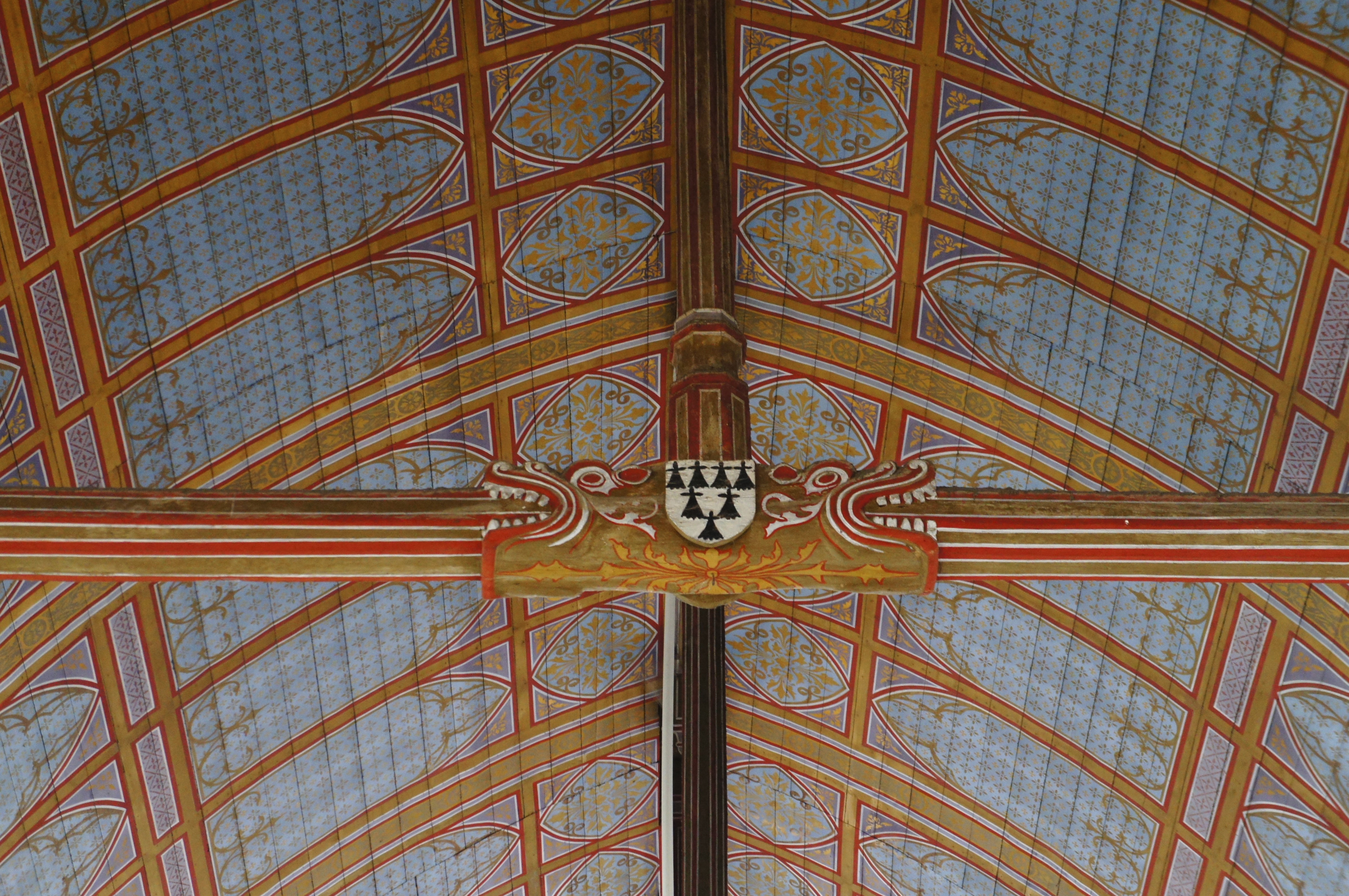

Le retable, situé côté nord, est constitué de bois sculpté et peint. L'autel est quant à lui en pierre sculptée et peinte. Le tout imite le marbre. Les statues sont sans doute en tuffeau polychrome. L'ensemble est composé d'une niche centrale où se trouve un groupe sculpté, appelé l'« Éducation de la Vierge ». Il représente sainte Anne et Marie enfant. La niche est insérée dans un encadrement fait de colonnes corinthiennes. Elles donnent un styles néoclassique à l'ensemble. Mais le fronton coupé, les volutes et les chérubins évoquent un style baroque. L'original daterait du XVIIe siècle. Il est réparé en 1785. Une copie aurait pu être réalisée au début du XIXe siècle.

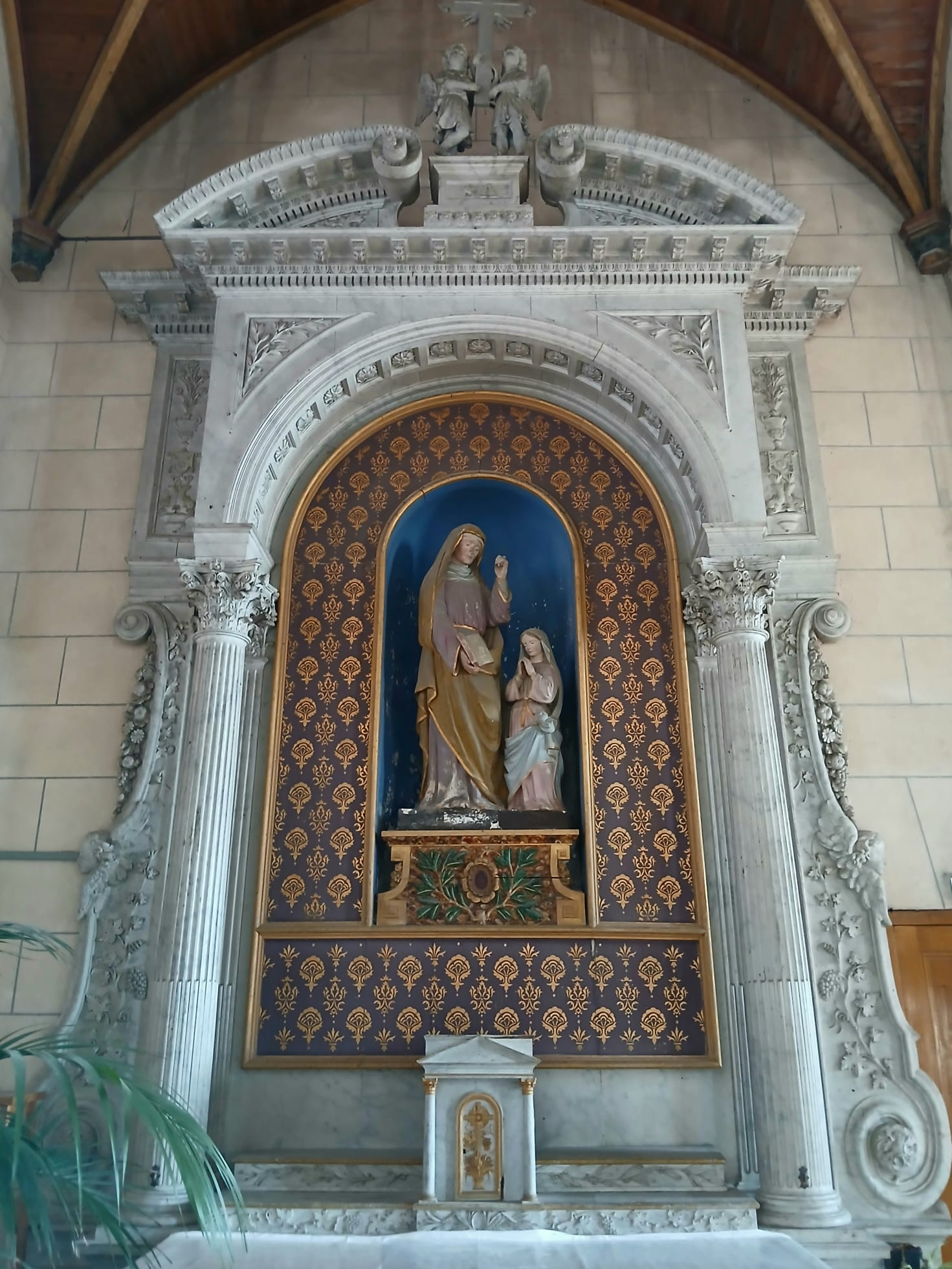
Retable de Sainte Anne.

Autel retable de la Vierge
Dès 1724, le conseil de fabrique souhaite la construction côté sud d'un autel dédié à la Vierge, en regard de celui de Sainte Anne situé côté nord. Il n'est finalement exécuté qu'en 1839 par Louis Thomas. En 1841, Henri-Hamilton Barrême, dit Barrême d'Ancenis, réalise la statue de la Vierge et les caissons. Le tout est fait de bois et de plâtre sculpté peint. Au centre, une niche accueille une statue de la Vierge à l'Enfant. Elle est entourée de 15 médaillons hexagonaux, les mystères du rosaire, relatant la vie du Christ. Bien que réalisé au XIXe siècle, cette œuvre ne reprend pas le style néogothique alors en vogue, mais le style néoclassique de l'autel retable de Sainte-Anne dont elle constitue le pendant.

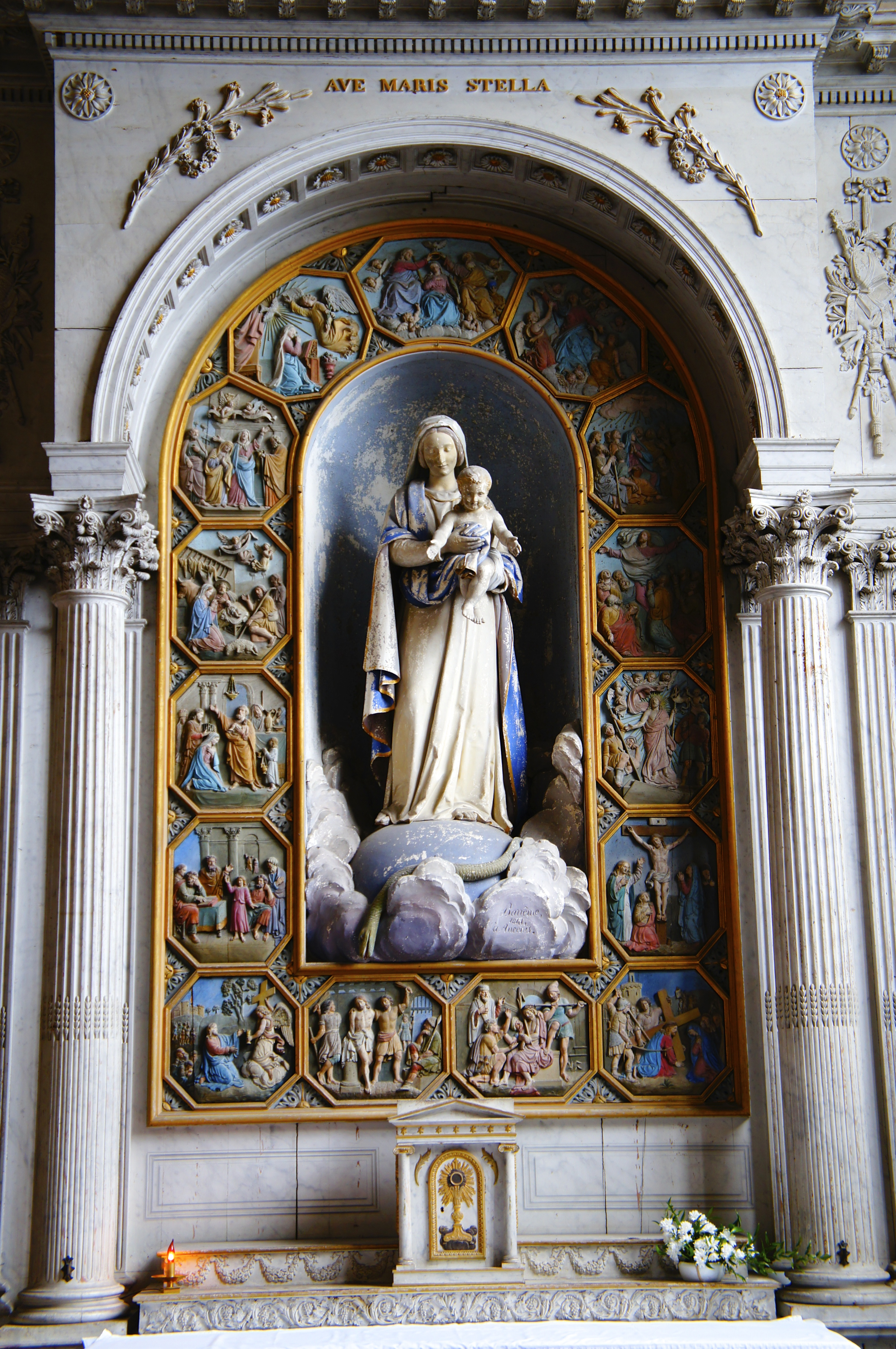
Retable de la Vierge.

Chaire
La chaire est sculptée et taillée dans du bois de chêne. Le registre de la paroisse et les comptes du conseil de fabrique indiquent qu'elle est livrée en 1815. L'auteur pourrait en être Barrême d'Ancenis. La cuve est ornée de quatre panneaux représentant les Évangélistes.

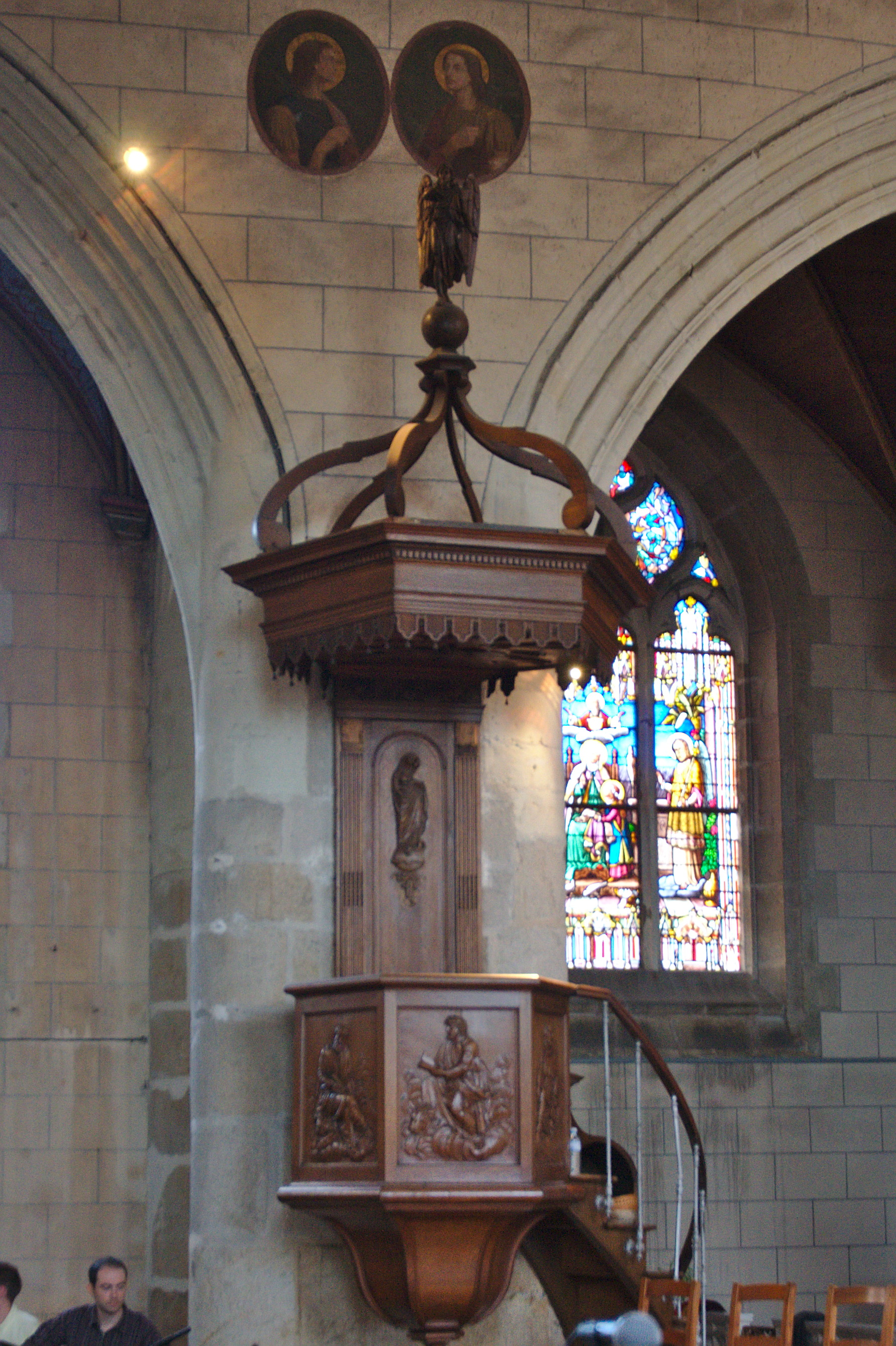
La chaire.

Médaillons et toiles
L'église accueille une série complète de neuf médaillons et de six grandes toiles marouflées, collées directement sur les murs. Ces ornementations représentent une sainte ou un saint, qui complètent les travaux d'agrandissement réalisés dans les années 1860 et 1880. Le culte des saints locaux s'est répandu dans le courant de la Contre-Réforme, permettant l'identification des fidèles à leur saint-patron. Chaque saint traduit une affiliation de la commune : à la France, à la Bretagne, au diocèse de Nantes. Les toiles sont restaurée en 2022-2023.

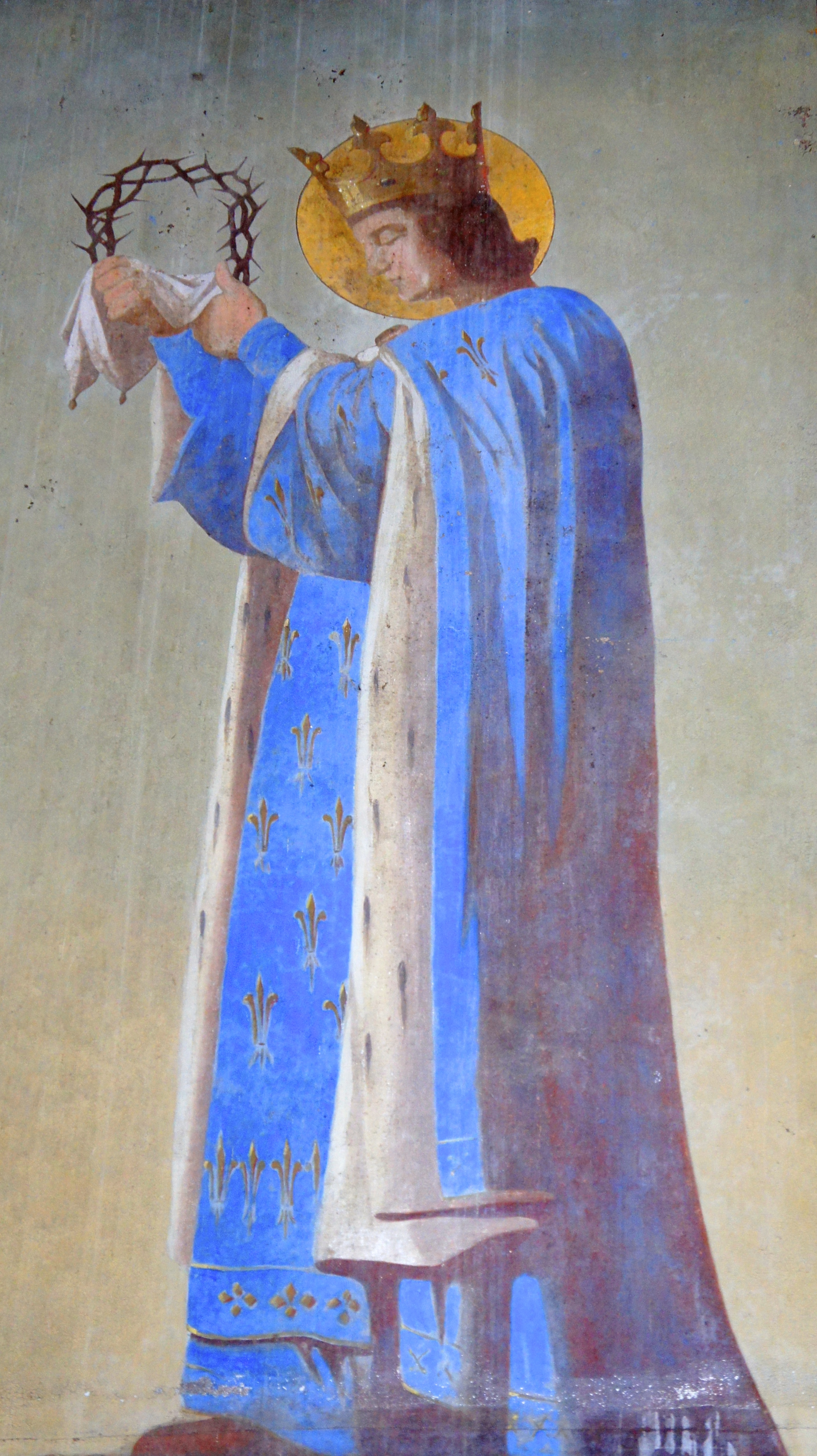
Toile représentant saint Louis tenant la sainte Couronne.

### Historique
A la fin du Moyen Age, un important mouvement de christianisation se répand dans l'ouest de la France et le réseau des édifices religieux se densifie, avec la construction de la cathédrale de Nantes, de la collégiale de Guérande ou de l'église du Croisic. Saint-Herblain se trouve alors dans le duché de Bretagne, dont Nantes est la capitale. Le duc Jean V de Bretagne multiplie les chantiers à la suite des ravages causés par la guerre de Succession de Bretagne. Villes et campagnes participent à cet élan et reconstruisent leurs églises paroissiales. Sous le règne du duc François II (1458-1488), la prospérité économique retrouvée favorise ces entreprises architecturales. C'est la période au cour de laquelle est érigée l'église de Saint-Herblain. La paroisse couvre alors les actuelles communes de Sautron, Saint-Herblain et Couëron, constituant un territoire forestier privilégié de chasse des comtes de Nantes.
Les bâtisseurs de l'église Saint-Hermeland choisissent un léger promontoire qui la protège des crues de la Loire. Ils utilisent des pierres locales : le granit, typique de Bretagne, pour les murs et le tuffeau, typique des bords de Loire, pour les ornementations, comme le remplage des ouvertures dans la façade. En 1848, les reliques de saint Hermeland sont ramenées à Saint-Herblain, ce qui renforce la ferveur des paroissiens et la fréquentation de l'église. L'abbé Cherel parvient à faire agrandir dans les années 1860 son église devenue trop petite et en 1880, son successeur, Prosper Gabarit, poursuit son œuvre en faisant reconstruire le chœur. La commune de Saint-Herblain conserve un caractère rural jusque dans les années 1960, ce qui a pour effet d'épargner l'église. Ailleurs dans l'agglomération, la plupart des églises médiévales sont démolies et reconstruites au cours du XIXe siècle en raison de l'augmentation de la population, les rendant trop étroite pour accueillir l'ensemble des paroissiens. Le parvis de l'église et la place qui l'entoure sont rénovés en 2022.
En complément de l'inscription de l'église au titre des monuments historiques par arrêté du 21 décembre 1925, une lite d'éléments fixes ou de mobiliers est inscrite au titre des monuments historiques en 2024, à savoir :
- le maître-autel avec sa clôture de chœur ;
- quatre statues : Saint-Joseph, Sacré-Cœur, Saint-Hermeland, Catherine d'Alexandrie ;
- autel-retable de Sainte-Anne ;
- autel-retable de la Vierge ;
- chaire ;
- confessionnal ;
- ensemble de toiles marouflées de la nef et des collatéraux[2].

## Citation
L'église est mentionnée dans l'ouvrage de 1899 intitulé Panorama des rives de Loire, Voyage de Nantes à Saint-Herblain, d'Eugène Orieux :
« Ici, les collines commencent à s'éloigner du fleuve, la rive est basse et couverte de prairies fertiles sur lesquelles la Loire déborde tous les hivers (...). A deux kilomètres de la rive, sur un mamelon et au milieu des arbres, s'élève la vieille église de Saint-Herblain ».

## Photographies
Vues extérieures

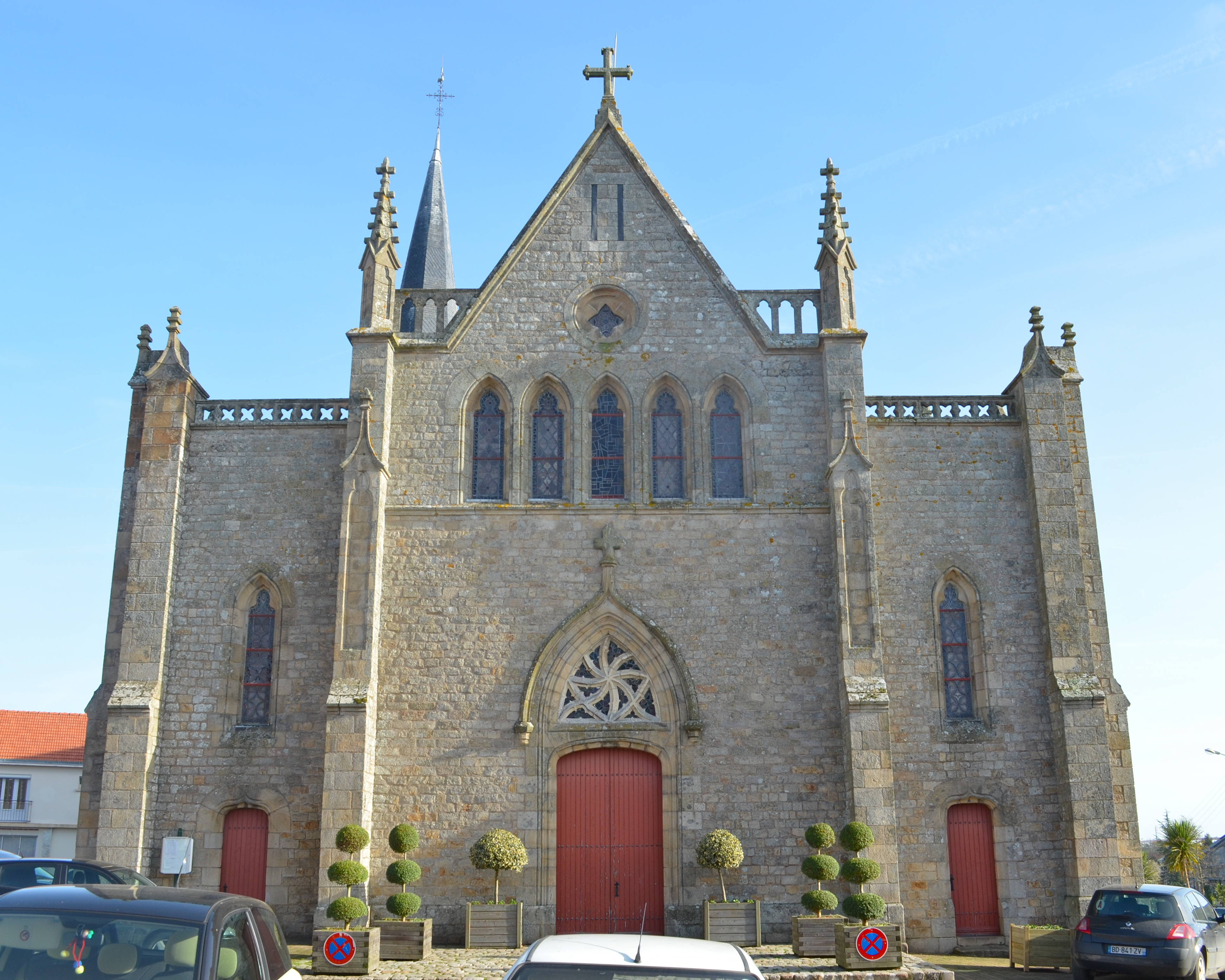
Entrée ouest.
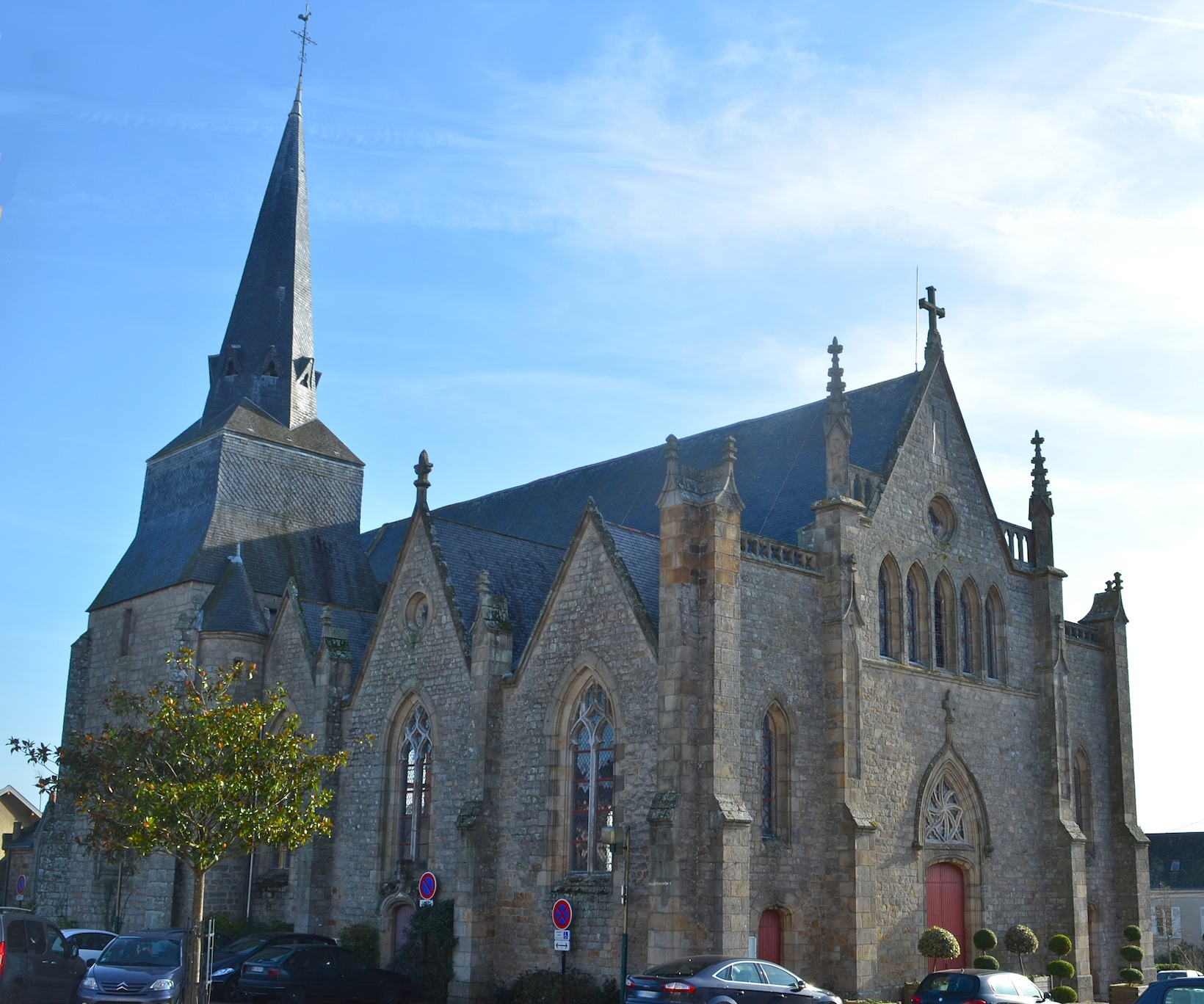
Façade nord.
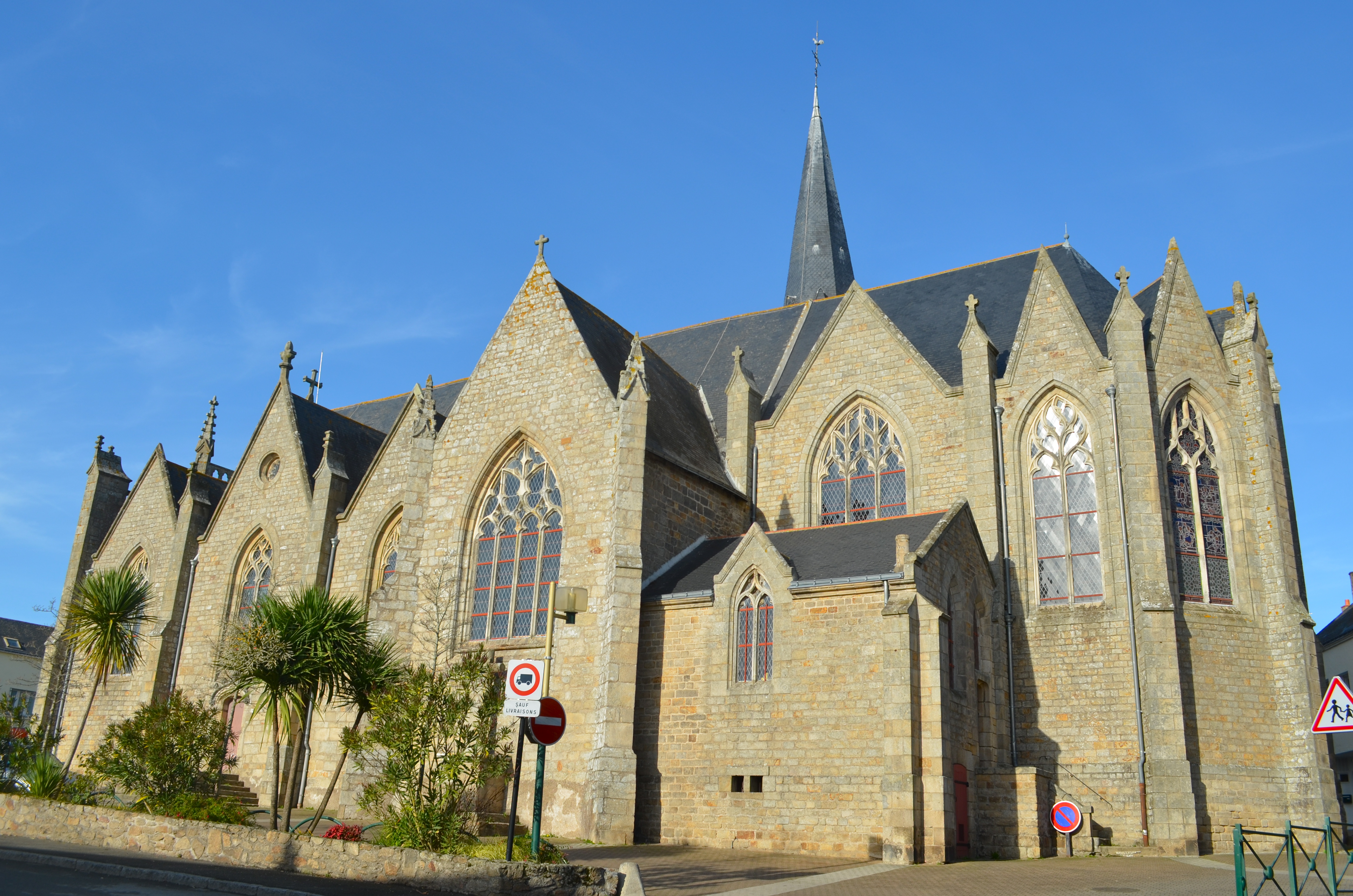
Façade sud.

Vues intérieures

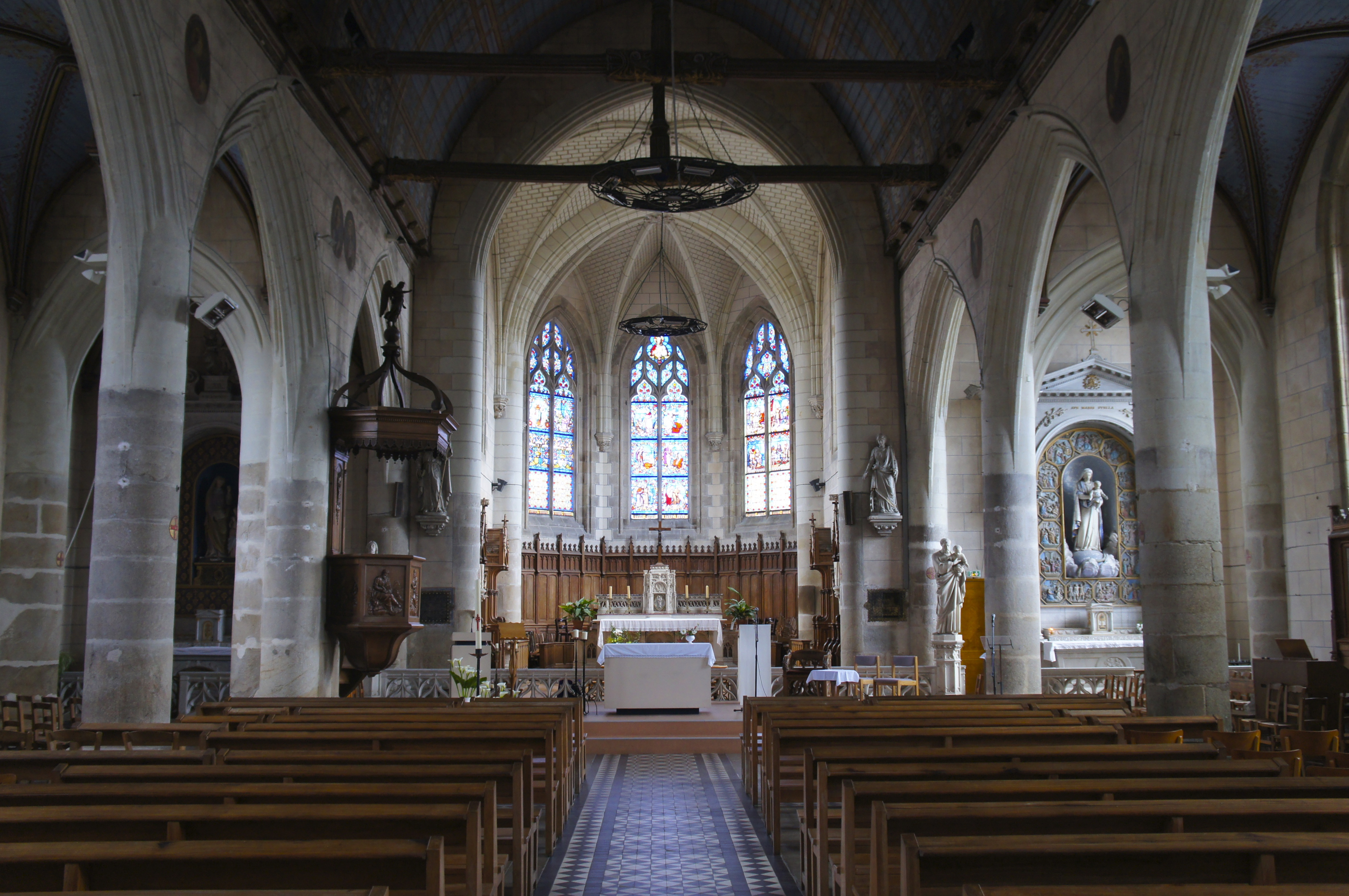
Le chœur.
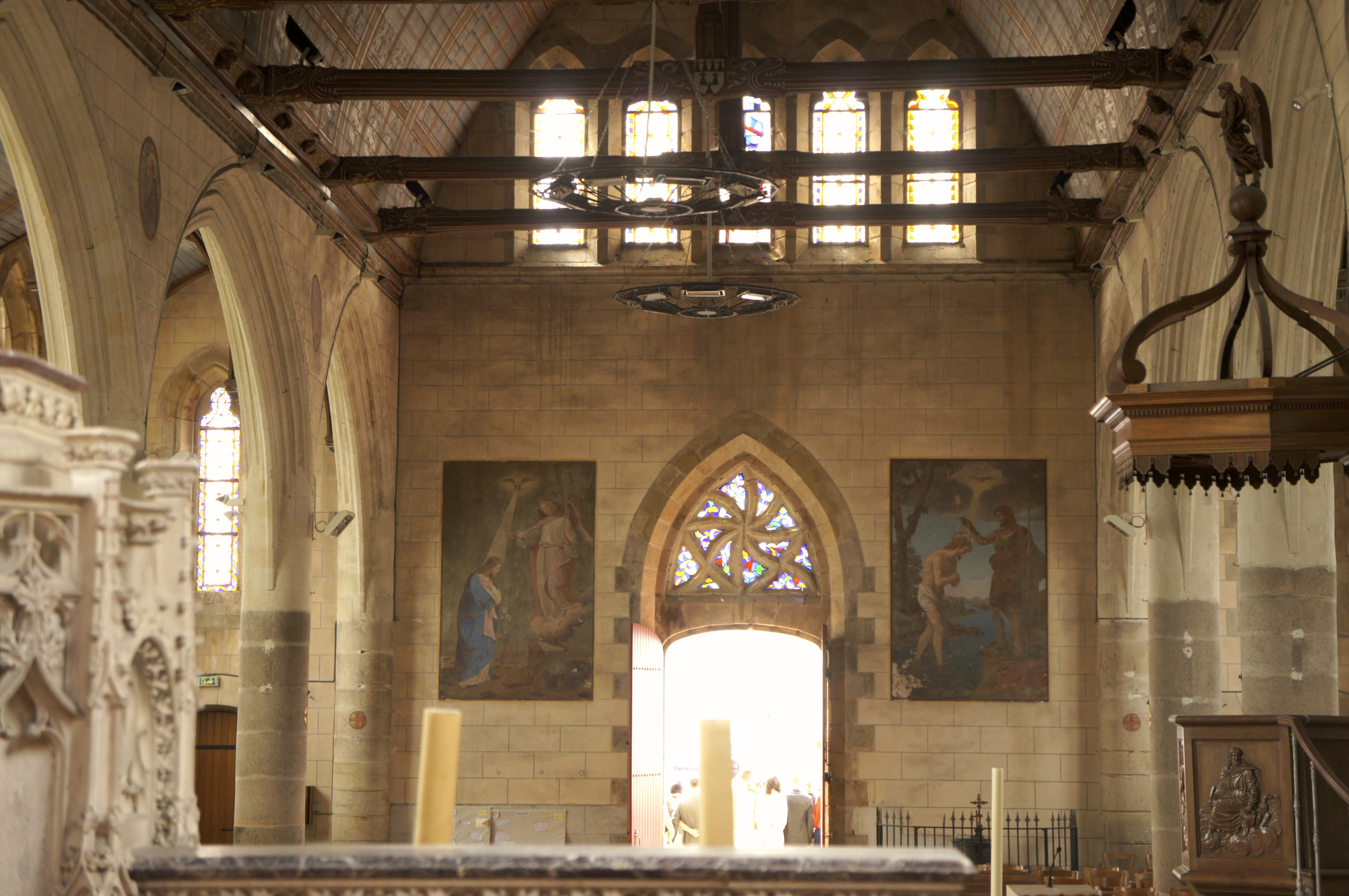
Entrée principale.
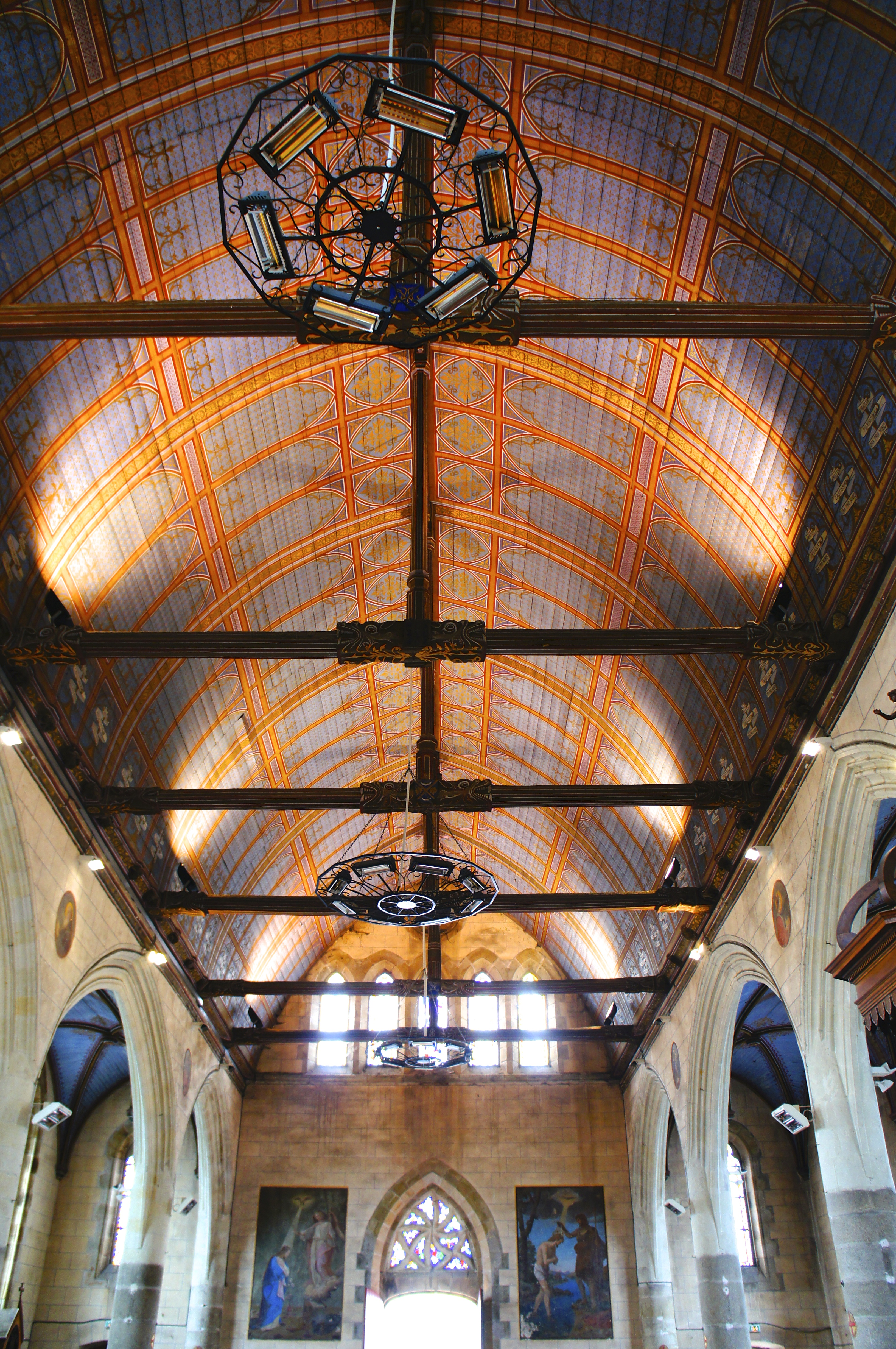
La nef.